# Johnston (terytorium)
Johnston (ang. Johnston Atoll) – niezamieszkane terytorium nieinkorporowane Stanów Zjednoczonych na Pacyfiku (ok. 1400 km na zachód od Hawajów). Powierzchnia atolu wynosi 2,67 km². W skład atolu wchodzą cztery wyspy, z których największa to Johnston Island. Współrzędne geograficzne: 16°45′N 169°31′W/16,750000 -169,516667. Najwyższym punktem jest Summit Peak, wznoszący się na 5 m n.p.m. Ich klimat jest wilgotny. Żyją tu liczne gatunki ptaków morskich. W 1858 zostały one zaanektowane przez USA i ówczesne Królestwo Hawajów. Na wyspach znajdują się liczne zasoby guana, które były eksploatowane, na większą skalę, jako nawóz naturalny do końca lat 80. XIX wieku. W XX w. przez wiele lat wyspa była ważnym ogniwem amerykańskiego systemu obrony na Pacyfiku. Atolem zarządza obecnie Agencja obrony nuklearnej Stanów Zjednoczonych oraz US Fish and Wildlife Service.

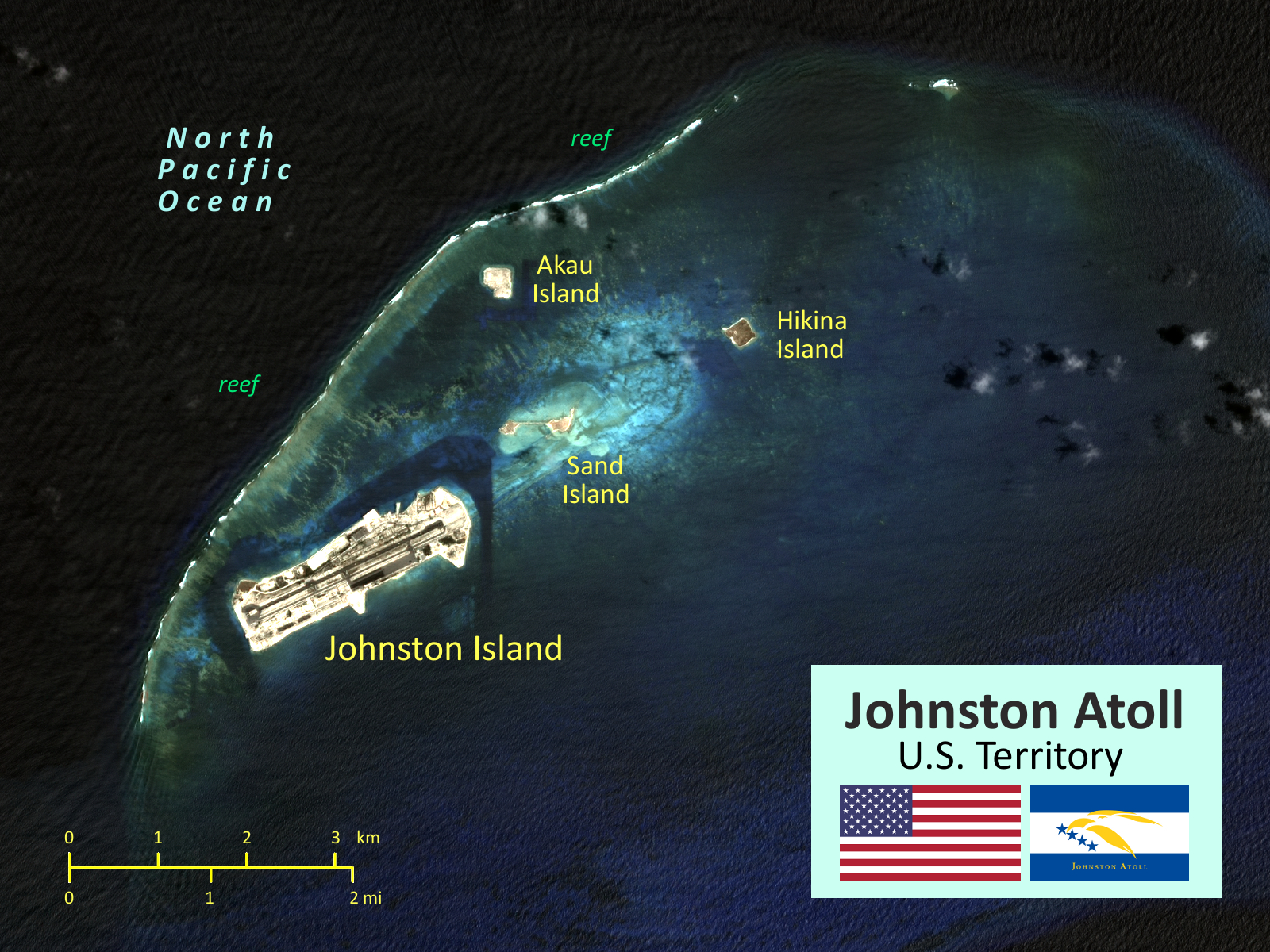
Mapa fotograficzna atolu, stworzona ze zdjęcia satelitarnego
Wzrost powierzchni głównej wyspy atolu
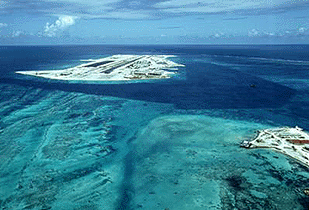
Zdjęcie lotnicze